# Češka na Svjetskom prvenstvu u atletici 2015.
Češka se na Svjetskom prvenstvu u atletici 2015. u Pekingu natjecala s 25 predstavnika i jednim osvojenim odličjem. Zlatno odličje za Češku osvojila je trkačica na 400 metara s preponama Zuzana Hejnová.

## Osvajači odličja
| Atletičar      | Disciplina             | Nadnevak     | Rezultat |
| -------------- | ---------------------- | ------------ | -------- |
| Zuzana Hejnová | 400 metara s preponama | 26. kolovoza | 53.50 s  |

## Rezultati

### Muškarci

#### Trkačke discipline
| Atletičar    | Disciplina             | Kvaifikacije       | Kvaifikacije       | Poluzavršnica        | Poluzavršnica        | Završnica            | Završnica            |
| Atletičar    | Disciplina             | Vrijeme            | Plasman            | Vrijeme              | Plasman              | Vrijeme              | Plasman              |
| ------------ | ---------------------- | ------------------ | ------------------ | -------------------- | -------------------- | -------------------- | -------------------- |
| Pavel Maslák | 400 metara             | 45.16              | 22.                | Nije se kvalificirao | Nije se kvalificirao | Nije se kvalificirao | Nije se kvalificirao |
| Jakub Holuša | 1500 metara            | 3:43.66            | 30.                | Nije se kvalificirao | Nije se kvalificirao | Nije se kvalificirao | Nije se kvalificirao |
| Petr Svoboda | 110 metara s preponama | Nije se natjecao   | Nije se natjecao   | 13.67                | 23.                  | Nije se kvalificirao | Nije se kvalificirao |
| Lukáš Gdula  | 50 km brzo hodanje     | Nema kvalifikacija | Nema kvalifikacija | Nema kvalifikacija   | Nema kvalifikacija   | Diskvalificiran      | Diskvalificiran      |

#### Skakačke i bacačke discipline
| Atletičar        | Disciplina      | Kvalikacije | Kvalikacije | Završnica            | Završnica            |
| Atletičar        | Disciplina      | Rezultat    | Plasman     | Rezultat             | Plasman              |
| ---------------- | --------------- | ----------- | ----------- | -------------------- | -------------------- |
| Jaroslav Bába    | skok u vis      | 2,31 SB     | 8 Q         | 2,29                 | 7.                   |
| Michal Balner    | skok s motkom   | 5,70        | 7. Q        | 5,65                 | 7.                   |
| Jan Kudlička     | skok s motkom   | 5,70        | 1. Q        | 5,50                 | 13.                  |
| Radek Juška      | skok u dalj     | 7,98        | 12. q       | 7,57                 | 11.                  |
| Jan Marcell      | bacanje kugle   | 20,32       | 11. q       | 19,69                | 10.                  |
| Tomáš Staněk     | bacanje kugle   | 19,64       | 19.         | Nije se kvalificirao | Nije se kvalificirao |
| Lukáš Melich     | bacanje kladiva | 72,12       | 20.         | Nije se kvalificirao | Nije se kvalificirao |
| Petr Frydrych    | bacanje koplja  | 74,24       | 30.         | Nije se kvalificirao | Nije se kvalificirao |
| Jakub Vadlejch   | bacanje koplja  | 78,95       | 20.         | Nije se kvalificirao | Nije se kvalificirao |
| Vítězslav Veselý | bacanje koplja  | 83,63       | 4. Q        | 83,13                | 8.                   |

#### Desetoboj
| Atletičar     | Disicplina | 100 m | Skok u dalj | Bacanje kugle | Skok u vis | 400 m    | 110 m prepone | Bacanje diska | Skok s motkom | Bacanje koplja | 1500 m     | Ukupno  | Plasman |
| ------------- | ---------- | ----- | ----------- | ------------- | ---------- | -------- | ------------- | ------------- | ------------- | -------------- | ---------- | ------- | ------- |
| Adam Helcelet | Rezultat   | 11.09 | 7.29        | 15.30 PB      | 2.04       | 49.66 SB | 14.20 PB      | 42.90         | 4.90 SB       | 63.07 SB       | 4:37.65 PB | 8234 SB | 11.     |
| Adam Helcelet | Bodovi     | 841   | 883         | 808           | 840        | 830      | 949           | 724           | 880           | 784            | 695        | 8234 SB | 11.     |

### Žene

#### Trkačke discipline
| Atletičar        | Disciplina              | Kvaifikacije       | Kvaifikacije       | Poluzavršnica      | Poluzavršnica      | Završnica             | Završnica             |
| Atletičar        | Disciplina              | Vrijeme            | Plasman            | Vrijeme            | Plasman            | Vrijeme               | Plasman               |
| ---------------- | ----------------------- | ------------------ | ------------------ | ------------------ | ------------------ | --------------------- | --------------------- |
| Zuzana Hejnová   | 400 metara s preponama  | 54.55              | 4. Q               | 54.24              | 1. Q               | 53.50 WL              |                       |
| Denisa Rosolová  | 400 metara s preponama  | 55,33              | 9. Q               | 55,73              | 11.                | Nije se kvalificirala | Nije se kvalificirala |
| Lucie Sekanová   | 3000 metara s preponama | 9:45.72            | 27.                | Nije sudjelovala   | Nije sudjelovala   | Nije se kvalificirala | Nije se kvalificirala |
| Anežka Drahotová | brzo hodanje 20 km      | Nema kvalifikacija | Nema kvalifikacija | Nema kvalifikacija | Nema kvalifikacija | 1:30.32               | 8.                    |
| Lucie Pelantová  | brzo hodanje 20 km      | Nema kvalifikacija | Nema kvalifikacija | Nema kvalifikacija | Nema kvalifikacija | 1:38.34               | 36.                   |

#### Skakačke i bacačke discipline
| Atletičar         | Disciplina      | Kvalikacije         | Kvalikacije         | Završnica             | Završnica             |
| Atletičar         | Disciplina      | Rezultat            | Plasman             | Rezultat              | Plasman               |
| ----------------- | --------------- | ------------------- | ------------------- | --------------------- | --------------------- |
| Oldřiška Marešová | skok u vis      | 1.89                | 19.                 | Nije se kvalificirala | Nije se kvalificirala |
| Jiřina Ptáčníková | skok s motkom   | Bez ispravnog skoka | Bez ispravnog skoka | Nije se kvalificirala | Nije se kvalificirala |
| Tereza Králová    | bacanje kladiva | 61,39               | 30.                 | Nije se kvalificirala | Nije se kvalificirala |
| Barbora Špotáková | bacanje koplja  | 65,02               | 3. Q                | 60,08                 | 9.                    |

#### Sedmoboj
| Atletičar        | Discipline | 100 m prepone | Skok u vis | Bacanje kugle | 200 m | Skok u dalj | Bacanje koplja | 800 m   | Ukupno | Plasman |
| ---------------- | ---------- | ------------- | ---------- | ------------- | ----- | ----------- | -------------- | ------- | ------ | ------- |
| Eliška Klučinová | Rezultat   | 14.06         | 1.86       | 13.79         | 25.39 | 6.10        | 51.09 PB       | 2:19.48 | 6247   | 13.     |
| Eliška Klučinová | Bodovi     | 970           | 1054       | 780           | 851   | 880         | 881            | 831     | 6247   | 13.     |